# Cratere Sapkota
Sapkota  è un cratere sulla superficie di Mercurio.